# Pachycheles rudis
Pachycheles rudis är en kräftdjursart som beskrevs av William Stimpson 1859. Pachycheles rudis ingår i släktet Pachycheles och familjen porslinskrabbor. Inga underarter finns listade i Catalogue of Life.